# Янсен, Герард
Герард Янсен (род. 15 августа 1964 года, Хёйссен, Нидерланды) — нидерландский шашист, чемпион Европы по международным шашкам 1987 года, бронзовый призёр чемпионатов Европы 1992 и 2002 годов. Международный гроссмейстер.

## Спортивные результаты
На чемпионате страны занимал второе место в 1987, 1991, 1995,1996, 1998, 2002, 2005 годах, третье место в  1986, 1997 и 2003 годах.
На чемпионате Европы 1987 года занял первое место, в 1992 и 2002 годах занял 3-е место.
Участник чемпионатов мира 1986 года (5 место), 1988 года (9 место), 1992 года (10 место), 2005 года (4 место).